# Amadeo – Theater- und Musikgesellschaft
Die Amadeo – Theater- und Musikgesellschaft begann ihre Tätigkeit im Sommer 2000 im Atrium des Kroatischen Naturkundemuseums in der Oberstadt von Zagreb, Kroatien. Zwischen 1797 und 1834, dasselbe Gebäude war  der Ort der Gründung des ersten kroatischen öffentlichen Theater namens Amadeo's Theater, benannt nach seinem Gründer, dem ungarischen Grafen Anton Amade de Varkony, dem großen Präfekt von Zagreb. In der Zeit zwischen 2006 und 2009 wurde das Unternehmen im Museum für Kunst und Gewerbe, Zagreb platziert. Im Sommer 2010 zog es zurück in das Atrium des kroatischen Nationalen Historischen Museums.
Die Amadeo – Theater und Musik Gesellschaft ist die einzige Gesellschaft mit einer vielfältigen Sommerszene in Zagreb, mit ihrem Programm, das von Juli bis September dauert. Insgesamt während der Sommersaison gibt es etwa 50 Theaterstücke, Konzerte und Filmvorführungen mit der Teilnahme von über zweihundert bekannten kroatischen und ausländischen Künstlern.

## Programm
Das Programm der Amadeo – Theater und Musik Gesellschaft besteht aus einem musikalischen und theatralischen Teil. Im musikalischen Teil, Amadeo organisiert Konzerte klassischer Musik, mit großem Schwerpunkt auf die Teilnahme von jungen Musikern, Jazz, Weltmusik und Pop. Im theatralischen Teil gibt es Premieren und Wiederholungen von Kammerschauspielen, Ballett, Monodrama und Stand-up-Comedy. Neben dem Hauptprogramm hat Amadeo auch ein Theaterprogramm für Vorschul- und Grundschulkinder namens "Der kleine Amadeo", und eine alternative Bühne, die unkonventionellen und Amateurkunstformen gewidmet ist, das "Amadeoff Festival".

## Andere Programme
In den Spielzeiten von 2002 bis 2005 wurden 12 Werke von zeitgenössischen kroatischen Komponisten aufgeführt.
In den Saisons 2001 und 2007 hat Amadeo eine Reihe von Filmen aus dem Motovun Film Festival angezeigt.
Von der Saison 2006 bis heute, arrangiert Amadeo Aufführungen von Werken kroatischer Komponisten, die von Kammer Bands und Orchester präsentiert sind.
Von der Saison 2007 bis heute, hat Amadeo mit der Jüdischen Gemeinde Zagreb im Rahmen des Programms der israelischen Woche kooperiert.
In der Saison 2010 hat Amadeo eine Reihe von Filmen aus dem Pula Film Festival angezeigt.

## Projekte
Gelegen in den Räumen des Kroatischen Nationalen Historischen Museums, die Amadeo Theater und Musik Gesellschaft gab eine Reihe von Beiträgen zu seiner Wiederbelebung.
Im Jahr 2001, auf der Fassade des Kroatischen Nationalen Historischen Museums in Zagreb, die Amadeo Theater und Musik Gesellschaft enthüllte ein Denkmal mit ihren historischen zweisprachigen Namen aus dem Anfang des 19. Jahrhunderts: "Kazaliscna Vulicza – Theater Gasse".
Im Jahr 2003 saniert die Amadeo Theater und Musik Gesellschaft das verlassene Atrium des Kroatischen Nationalen Historischen Museums, geführt von der Idee des Museumsberaters Jakov Radovcic. Die "Kamenopisna karta Hrvatske" (eine aus Steinplatten gebaute Karte von Kroatien) dominiert im frisch renovierten Atrium. Die 2500 Steinplatten aus den die Karte besteht, wurden "in situ" aus ganz Kroatien gesammelt, und das Atrium selbst ist in charakteristischen kroatischen Stein bedeckt. Im Hof wurde eine einzigartige geologische Säule platziert, Boden und Seitenbeleuchtung wurde von der Idee des Maestros Ivo Pogorelic gelegt.

## Programmkomitee
Die Gründer der Amadeo Theater und Musik Gesellschaft sind: Nenad Jandric, Rada Vnuk, Zvonimir Zoricic, Bozidar Oreskovic (1942–2010), Neven Franges und August Faulend Heferer.
Die heutigen Mitglieder des Programmkomitees der Amadeo Theater und Musik Gesellschaft sind: Nenad Jandric (Leiter), Rada Vnuk, Jakov Jandric, August Faulend Hefere und Izabela Simunovic (1970–2010).

## Liste der Uraufführungen von Werken zeitgenössischer kroatischer Komponisten
- Stanko Horvat (2002) Dah i dodir, für Oboe, Klarinette, Fagott und Klavier
- Sanda Majurec-Zanata (2002) Four for two, für zwei Violinen
- Berislav Sipus (2002) Dies irae, für ein Blechbläserquintett
- Sanja Drakulic (2003) Limeni stavak, Stück für Blechbläserquintett
- Olja Jelaska (2003) Kaleidoskop, für Flöte, Klarinette, zwei Violinen, Viola und Violoncello
- Ivana Kis (2003) Parasax, für ein Saxophonquartett
- Mladen Tarbuk (2004) Cetiri jahaca i dva proroka, für Orgel und Percussion
- Kresimir Seletkovic (2004) Vertigo, für ein Blechbläserquintett
- Davor Bobic (2004) Drevne zagorske fanfare, für ein Posaunenquartett
- Antun Tomislav Saban (2005) Plavo-Crveno-Zuto, für einen Maler (Dusko Sibl) und ein Kammerensemble
- Sanja Drakulic (2005) Portreti, für das kroatische Blechbläserquintett
- Dubravko Palanovic (2005) Gudacki kvartet, für einen Maler (Izabela Simunovic) und ein Streichquartett[5]